# 寺尾繁輝
寺尾 繁輝（てらお しげき、1960年2月28日 - ）は、日本の俳優。東京都台東区出身。本名は寺尾 晴久（てらお はるひさ）。性格俳優でバイプレイヤー。
現在は神奈川県鎌倉市に在住しており、「平成 寺尾座」を主宰。浅田次郎原作の『天切り松　闇語り』を一人芝居にて行っている。現在はMC企画に所属。

## 略歴
藤沢商業高等学校（現:藤沢翔陵高等学校）卒業後、社会人野球で活動。日本プロ野球にスカウトされるが怪我のために断念。その後、22歳で芸能事務所にスカウトされ芸能活動をしつつ、プロヨットレーサーやプロスキーレーサーとして海外を転戦。
35歳より本格的に芝居を学ぶために演劇研究所に入所。その後、京都で殺陣を学び井上ひさしに見いだされ、舞台『きらめく星座』で主役を務める。現在はライフワークとして『天切り松　闇語り』の一人芝居を演じている。

## 出演

### テレビドラマ
- 葵 徳川三代
- 外科医 鳩村周五郎 闇のカルテ
- 刑事吉永誠一 涙の事件簿
- 逃亡者 おりん 第13話「伊賀・道悦の野望」（2007年1月26日、テレビ東京） - 多聞天 役
- 火曜ドラマゴールド 美貌のメス 脳神経外科医・津山慶子（2007年2月13日、日本テレビ） - 斉藤 役
- Vシネマ　義兄弟
- 闇の帝王
- 他多数出演

### 舞台
- きらめく星座（こまつ座）
- 天切り松　闇語り
- おもかげ抄
- 他多数出演

### 映画
- 新・仁義なき戦い
- 中国　東方戦場
- ロボ芸者
- 他多数出演